# オトラント海峡封鎖

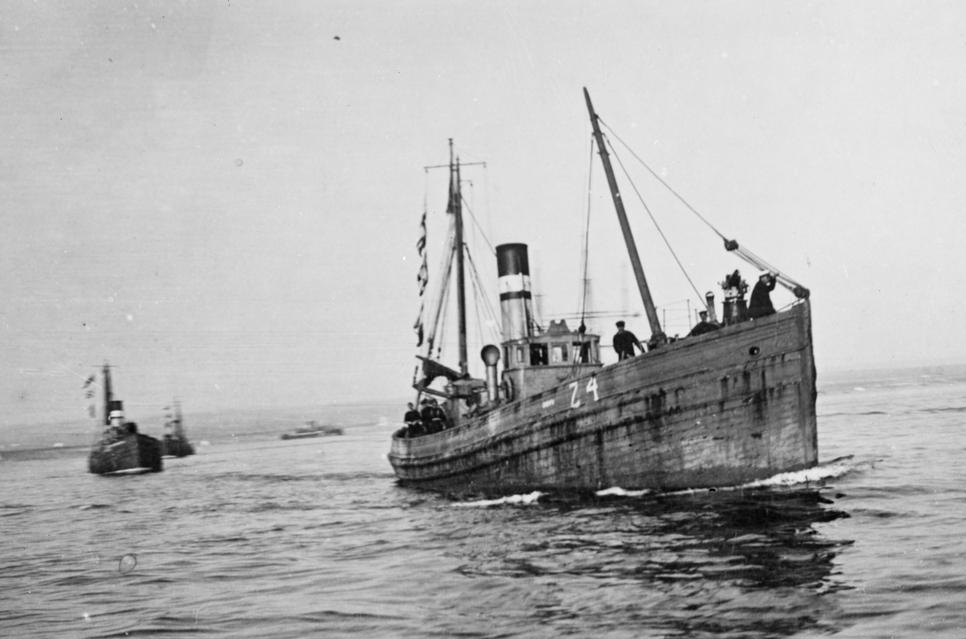
封鎖作戦に従事するイギリス海軍のドリフター

オトラント海峡封鎖（オトラントかいきょうふうさ, Otranto Barrage）は、第一次世界大戦における、連合軍によるオーストリア＝ハンガリー帝国海軍に対する封鎖作戦。オトラント海峡はイタリアのブリンディジとアルバニアのコルフ島との間の狭い海峡で、地中海のイオニア海とアドリア海とを隔ている。
そこを海上封鎖することにより、オーストリア海軍艦艇が地中海に進出し、連合軍の脅威となることを防ぐことを目的としていた。封鎖は水上艦の阻止には有効であったが、カッタロに基地を置いていた潜水艦にはほとんど効果がなかった。

## 概要

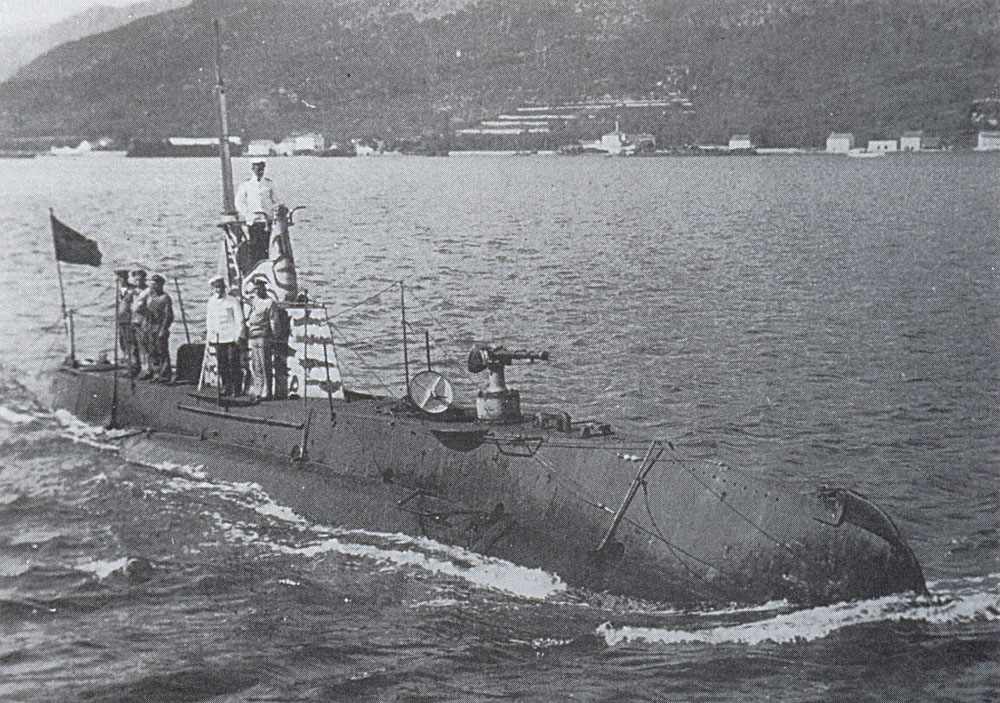
カッタロから行動したオーストリア＝ハンガリー潜水艦の一隻「U-5」

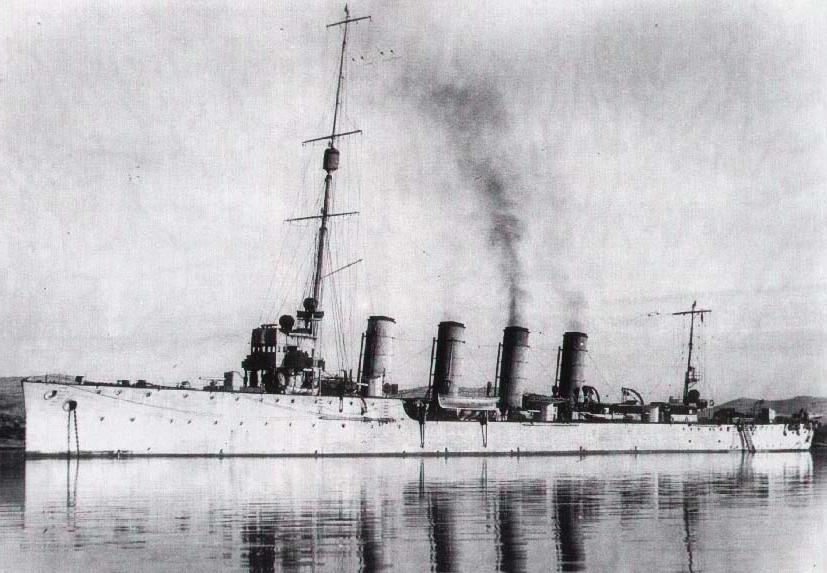
1917年のオトラント海峡海戦に出動したオーストリア＝ハンガリー軽巡洋艦「サイダ」

第一次世界大戦の緒戦期において、連合国側海軍はアドリア海に主力艦を進出させ、オーストリア＝ハンガリー帝国海軍の港湾封鎖を試みた。しかしながら、アドリア海域では少数ながら海象条件を熟知したオーストリア＝ハンガリー帝国海軍の潜水艦が活動し、連合国側の複数の主力艦に沈没・航行不能などの損害を与えた。このため1915年初頭以降、連合国側はアドリア海から主力艦を撤退させ、代わって同海域入口のオトラント海峡を封鎖することにより、オーストリア＝ハンガリー帝国海軍艦艇のイオニア海・地中海方面への進出を阻止する方針に転換した。
オトラント海峡の幅は約100キロメートルである。封鎖線は、鉄製の防潜網と機雷堰などにより構成され、徴用トロール船などを改装したドリフター（特設掃海艇・駆潜艇）が哨戒に当たり、さらに駆逐艦や航空機がドリフターの支援に就いていた。防潜網は潜水艦の捕捉および水上艦艇の航行妨害のために設置され、ドリフターが防潜網の状態を監視し、網に捉えられた潜水艦は哨戒に当たる艦艇などにより攻撃・制圧するとの想定で、1915年の封鎖開始時には約20隻のドリフターが哨戒活動についていた。しかしながら、潜水艦に対する防潜網の効果は限定的で、1915年から1917年の間に防潜網に捕らえられた潜水艦はU-6ただ1隻のみであった。
オーストリア＝ハンガリー海軍は封鎖部隊に対し夜襲を繰り返した。夜襲は、1915年には5回、1916年には9回、1917年には10回行われた。その内最大のものは1917年5月14日から15日の夜間に行われたものであり、オトラント海峡海戦と呼ばれる。この時はホルティ・ミクローシュが率いるオーストリアの巡洋艦ノヴァラ、ヘルゴラント、サイダ及び駆逐艦チェペル、バラトン、潜水艦3隻が出動し、14隻のドリフターを沈めた。Alfredo Actonが率いるイギリス巡洋艦「ダートマス」、「ブリストル」とイタリア、フランスの駆逐艦数隻はブリンディジからオーストリア＝ハンガリー艦隊の迎撃に向かった。交戦の結果、オーストリア側は「サイダ」が損傷、「ノヴァラ」は大破し、ホルティも重傷を負った。しかし、オーストリアの増援部隊が現れたためイギリスの巡洋艦は交戦を中止した。ダートマスは帰投中潜水艦の雷撃を受け損傷した。また、フランスのブークリエ級駆逐艦「ブトゥフー（Boutefeu）」は触雷し沈没した。
1918年6月、オーストリア＝ハンガリー海軍は主力部隊による封鎖線への攻撃を決定し、ポーラにあったテゲトフ級戦艦4隻を含む部隊が出動した。アドリア海へ向かう途中、6月10日に弩級戦艦「セント・イシュトヴァーン」はイタリア魚雷艇MAS-15の雷撃を受け撃沈された。このため、攻撃は中止された。
1917年、1918年にはオーストラリアとアメリカ海軍からの増援により封鎖部隊は、駆逐艦35隻、ドリフター52隻と他に100隻以上の艦艇からなるまでに増強された。しかし、戦争終結まで潜水艦の阻止はほとんど成功しなかった。